# Val des Vignes
Pour les articles homonymes, voir Vignes.
Ne doit pas être confondu avec Val en Vignes, commune située dans les Deux-Sèvres.
Val des Vignes est une commune nouvelle du Sud-Ouest de la France créée le 1er janvier 2016, située dans la Charente, en région Nouvelle-Aquitaine.
Elle regroupe les anciennes communes d'Aubeville, de Jurignac, de Mainfonds et de Péreuil.

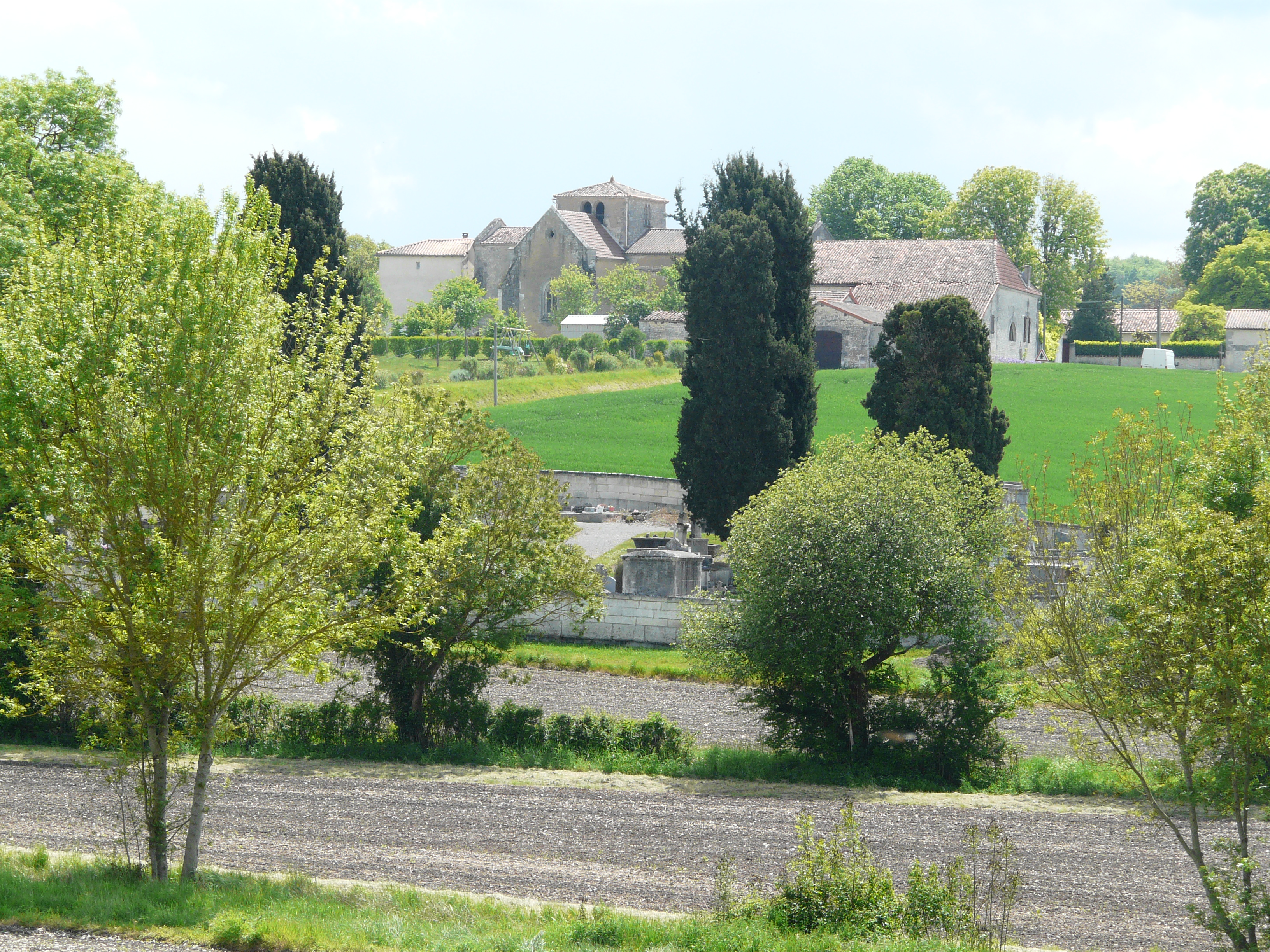

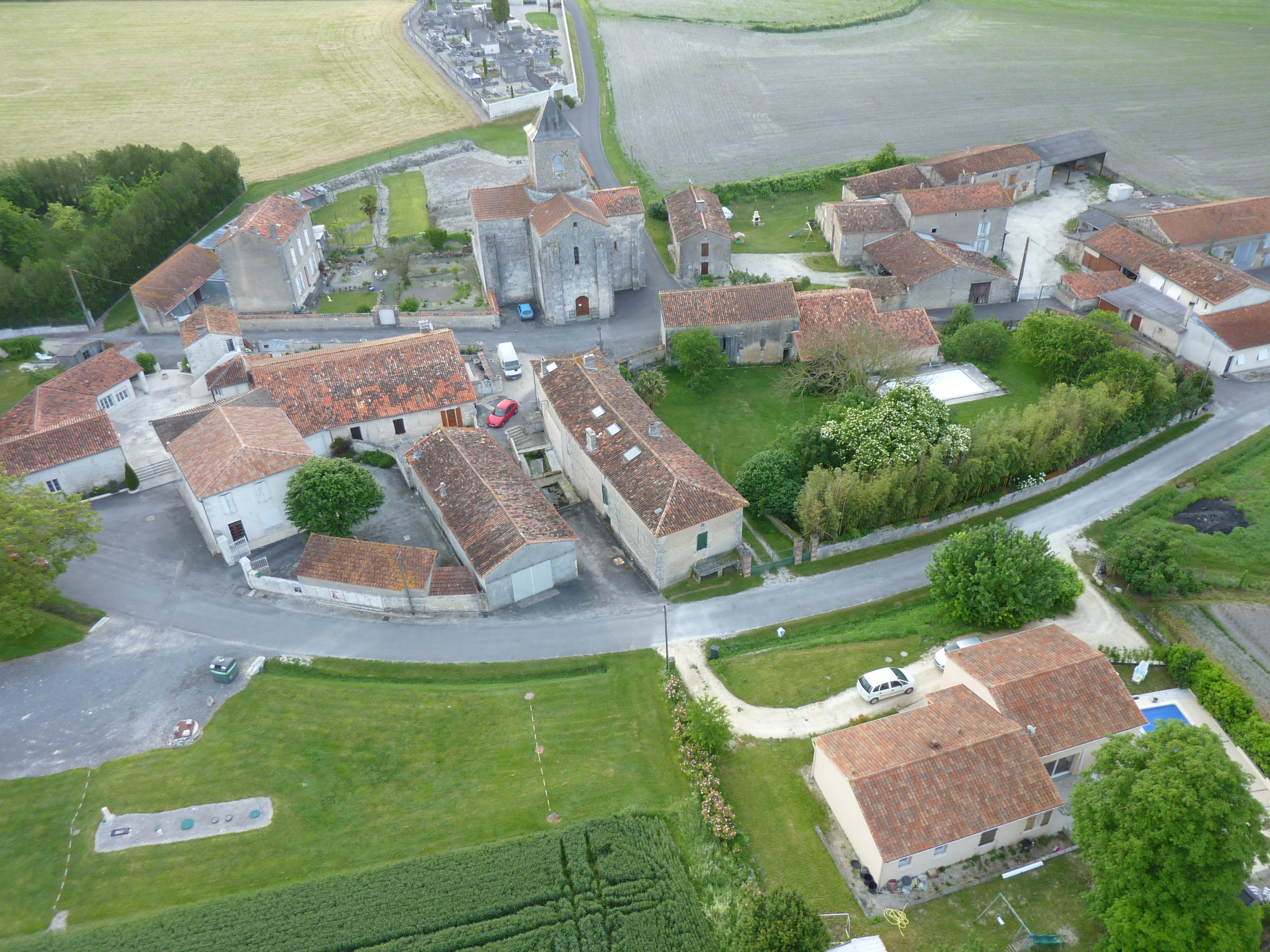

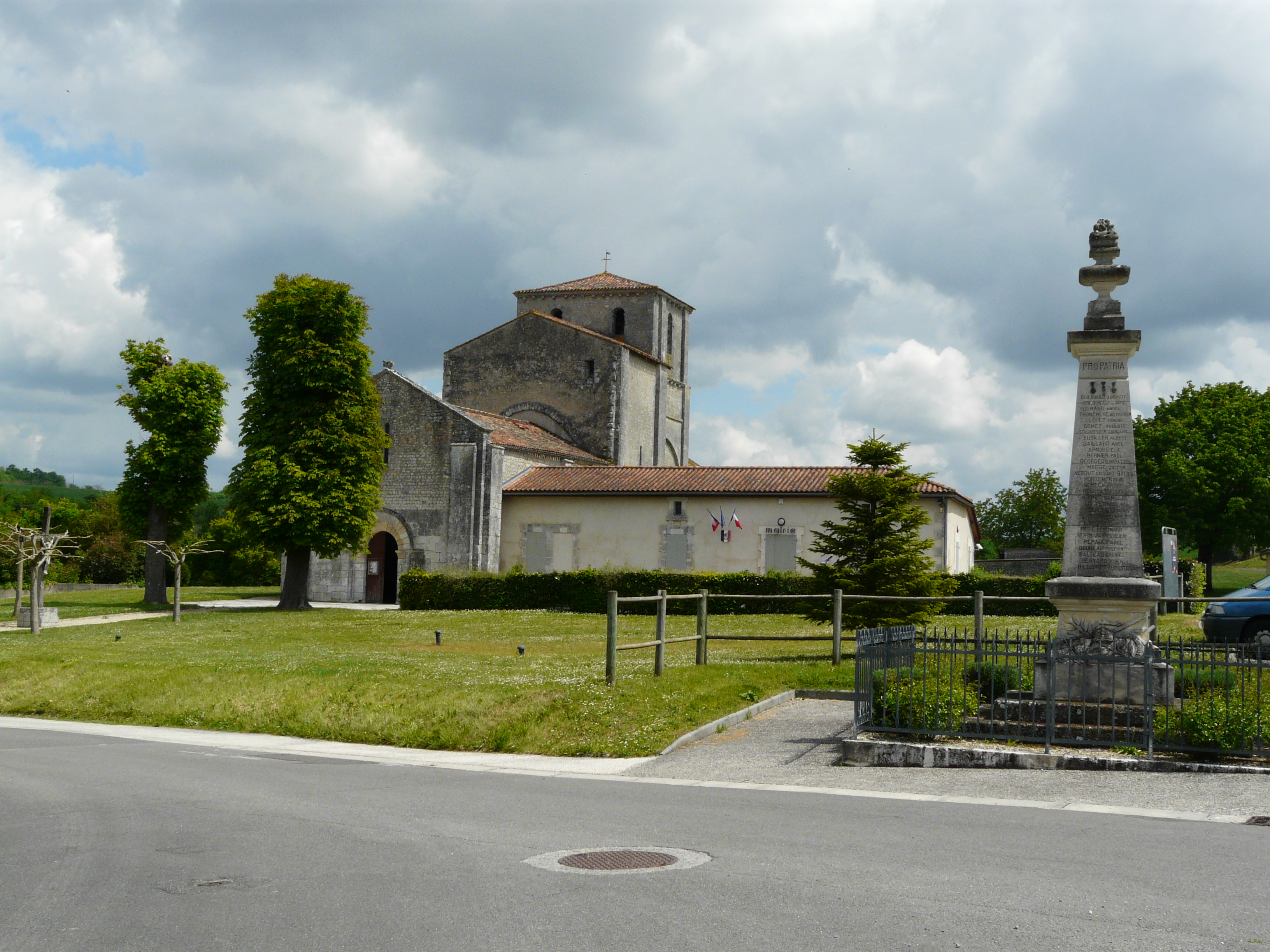

## Géographie

### Communes limitrophes
| Birac, Bellevigne       | Roullet-Saint-Estèphe    | Étriac, Claix         |
| Ladiville, Saint-Bonnet | Val des Vignes           | Champagne-Vigny       |
| Angeduc                 | Saint-Aulais-la-Chapelle | Coteaux-du-Blanzacais |

### Hydrographie
Il convient de se reporter aux articles consacrés aux anciennes communes fusionnées.

## Urbanisme

### Typologie
Au 1er janvier 2024, Val des Vignes est catégorisée commune rurale à habitat très dispersé, selon la nouvelle grille communale de densité à 7 niveaux définie par l'Insee en 2022.
Elle est située hors unité urbaine et hors attraction des villes,.

### Risques majeurs
Le territoire de la commune de Val des Vignes est vulnérable à différents aléas naturels : météorologiques (tempête, orage, neige, grand froid, canicule ou sécheresse), inondations et séisme (sismicité faible). Il est également exposé à un risque technologique,  le transport de matières dangereuses. Un site publié par le BRGM permet d'évaluer simplement et rapidement les risques d'un bien localisé soit par son adresse soit par le numéro de sa parcelle.

#### Risques naturels
Certaines parties du territoire communal sont susceptibles d’être affectées par le risque d’inondation par ruissellement et coulée de boue, notamment l'Arce, le Né, l'Écly et la Maury. La commune a été reconnue en état de catastrophe naturelle au titre des dommages causés par les inondations et coulées de boue survenues en 1982, 1983, 1986, 1999, 2009 et 2021,.

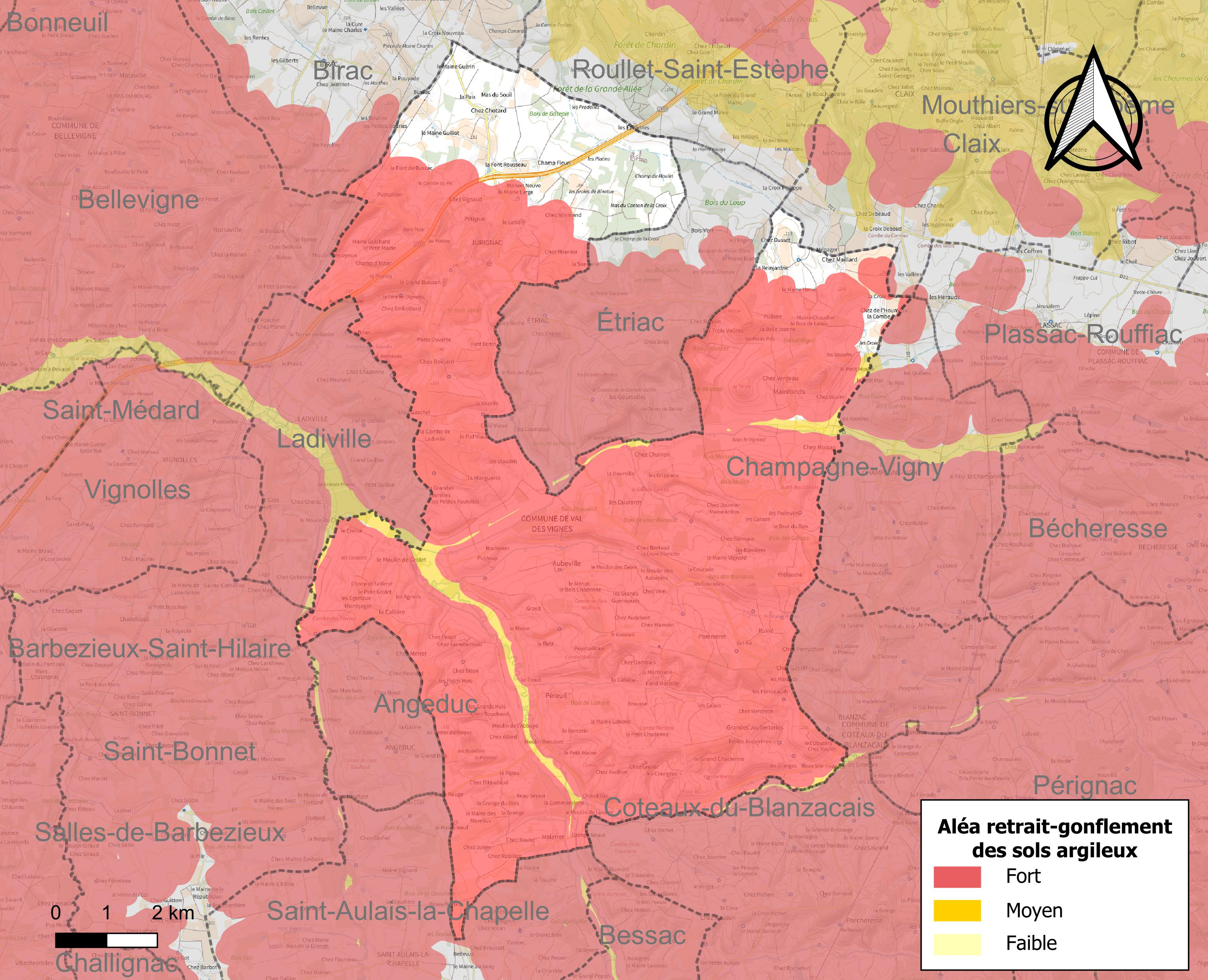
Carte des zones d'aléa retrait-gonflement des sols argileux de Val des Vignes.

Le retrait-gonflement des sols argileux est susceptible d'engendrer des dommages importants aux bâtiments en cas d’alternance de périodes de sécheresse et de pluie. La superficie communale est à 86,5 % en aléa moyen ou fort (67,4 % au niveau départemental et 48,5 % au niveau national). Sur les 740 bâtiments dénombrés sur la commune en 2019,  686 sont en aléa moyen ou fort, soit 93 %, à comparer aux 81 % au niveau départemental et 54 % au niveau national. Une cartographie de l'exposition du territoire national au retrait gonflement des sols argileux est disponible sur le site du BRGM,.
Par ailleurs, afin de mieux appréhender le risque d’affaissement de terrain, l'inventaire national des cavités souterraines permet de localiser celles situées dans la commune.
Concernant les mouvements de terrains, la commune a été reconnue en état de catastrophe naturelle au titre des dommages causés par la sécheresse en 2011 et par des mouvements de terrain en 1999.

#### Risques technologiques
Le risque de transport de matières dangereuses sur la commune est lié à sa traversée par une ou des infrastructures routières ou ferroviaires importantes ou la présence d'une canalisation de transport d'hydrocarbures. Un accident se produisant sur de telles infrastructures est susceptible d’avoir des effets graves sur les biens, les personnes ou l'environnement, selon la nature du matériau transporté. Des dispositions d’urbanisme peuvent être préconisées en conséquence.

## Histoire
La nouvelle commune est effective depuis le 1er janvier 2016, entraînant la transformation des quatre anciennes communes en « communes déléguées » et dont la création a été entérinée par l'arrêté du 5 octobre 2015.

## Politique et administration

### Composition
La commune nouvelle est formée par la réunion de 4 anciennes communes :
| Nom              | Code Insee | Intercommunalité | Superficie (km2) | Population (dernière pop. légale) | Densité (hab./km2) |
| ---------------- | ---------- | ---------------- | ---------------- | --------------------------------- | ------------------ |
| Jurignac (siège) | 16175      | CC des 4 B       | 16,00            | 594 (2013)                        | 37                 |
| Aubeville        | 16021      | CC des 4 B       | 8,22             | 150 (2013)                        | 18                 |
| Mainfonds        | 16201      | CC des 4 B       | 9,26             | 226 (2013)                        | 24                 |
| Péreuil          | 16257      | CC des 4 B       | 17,18            | 405 (2013)                        | 24                 |

Le chef-lieu de la commune est établi à Jurignac.

### Liste des maires
| Période      | Période  | Identité    | Étiquette | Qualité  |
| ------------ | -------- | ----------- | --------- | -------- |
| Janvier 2016 | En cours | Guy Decelle | SE        | retraité |

Maires délégués élus en 2020
- Jurignac : Guy Decelle
- Aubeville : Éric Chaignaud
- Mainfonds : Jean-Michel Chabot
- Péreuil : Philippe Vergnion

## Population et société

### Démographie
L'évolution du nombre d'habitants est connue à travers les recensements de la population effectués dans la commune depuis sa création.

En 2022, la commune comptait 1 358 habitants, en évolution de −4,23 % par rapport à 2016 (Charente : −0,48 %, France hors Mayotte : +2,11 %).
| 2014  | 2015  | 2020  | 2022  |
| ----- | ----- | ----- | ----- |
| 1 391 | 1 404 | 1 371 | 1 358 |

## Économie
Il convient de se reporter aux articles consacrés aux anciennes communes fusionnées.

## Culture locale et patrimoine

### Lieux et monuments
Il convient de se reporter aux articles consacrés aux anciennes communes fusionnées.

### Personnalités liées à la commune
Il convient de se reporter aux articles consacrés aux anciennes communes fusionnées.